# Mokronog-Trebelno
Mokronog-Trebelno è un comune della Slovenia meridionale. 
Il comune è stato creato nel marzo 2006 staccandone il territorio dal comune di Trebnje.

## Storia
In epoca asburgica il comune era suddiviso nei comuni catastali di: Mokronog (ted. Nassenfuß), Laknice (ted. Laknitz), Ostrožnik (ted. Ostroschnig), Jelševec (ted. Juscheuz), Trebelno, Ornuška Vas (ted. Ornuschkawas), Zabukovje (ted. Sabukuje). Hrastovica era parte del comune di Bistrica (ted. Feistritz).
Successivamente Mokronog inglobò Laknice e Ostrožnik, mentre Trebelno incluse Jelševec e Ornuška Vas. Hrastovica e Zabukovje vennero aggregate al comune di Šentrupert (ted. Sankt Ruprecht).
Dal 1941 al 1943, a seguito dell'invasione della Jugoslavia da parte delle truppe dell'Asse, il territorio comunale venne occupato dalle truppe italiane e annesso alla neonata Provincia di Lubiana.

## Località
Il comune è diviso in 43 insediamenti (naselja):
- Beli Grič
- Bitnja vas
- Bogneča vas
- Brezje pri Trebelnem
- Brezovica pri Trebelnem
- Bruna vas
- Cerovec pri Trebelnem
- Cikava
- Dolenje Laknice
- Dolenje Zabukovje
- Drečji Vrh
- Češnjice pri Trebelnem
- Čilpah
- Čužnja vas
- Gorenja vas pri Mokronogu
- Gorenje Laknice
- Gorenje Zabukovje
- Gorenji Mokronog
- Hrastovica
- Jagodnik
- Jelševec
- Križni Vrh
- Log
- Maline
- Martinja vas pri Mokronogu
- Mirna vas
- Mokronog
- Most
- Ornuška vas
- Ostrožnik
- Podturn
- Pugled pri Mokronogu
- Puščava
- Radna vas
- Ribjek
- Roje pri Trebelnem
- Slepšek
- Srednje Laknice
- Sv. Vrh
- Štatenberk
- Trebelno
- Velika Strmica
- Vrh pri Trebelnem